# Susanna Forsström
Susanna Forsström (* 19. April 1995 in Lahti) ist eine ehemalige finnische Skispringerin.

## Werdegang
Forsström gab ihr internationales Debüt am 14. September 2013 bei einem Continental Cup im norwegischen Lillehammer. Bei 17 Starterinnen belegte sie Rang 14 und am Folgetag Rang 15. Am 6. Dezember 2013 hatte sie an selbiger Stelle ihre Premiere im Weltcup. Beim Mixed-Teamspringen auf dem Lysgårdsbakken kam das finnische Quartett auf den elften Platz und verpasste damit den zweiten Durchgang. Beim Einzelspringen am nächsten Tag belegte Forsström Platz 38 und wurde damit beste Finnin. Nach zwei Starts im Continental Cup stieg sie erst in Sapporo wieder in den Weltcup ein und belegte bei den Springen von der Miyanomori-Schanze die Plätze 18 und 27 und sammelte damit ihre ersten Weltcuppunkte. Am 2. März 2014 gewann sie im schwedischen Falun das Continental-Cup-Springen von der Normalschanze.
In der Saison 2014/15 startete sie zunächst nur im Continental Cup. Ihre besten Saisonergebnisse erzielte sie am 18. Januar 2015 mit einem vierten und einem dritten Platz in Falun. Danach ging sie im Weltcup an den Start, erreichte aber weder in Hinzenbach noch in Râșnov die Punkteränge. Bei den Nordischen Skiweltmeisterschaften 2015 in Falun belegte sie im Einzelspringen von der Normalschanze den 40. und damit letzten Platz und mit der finnischen Mixed-Mannschaft den zehnten Platz.
Am 11. und 12. Dezember 2015 erreichte sie mit den Plätzen sieben und neun in Notodden weitere Top-Ten-Platzierungen im Continental Cup. In der Weltcup-Saison 2015/16 hatte sie drei Starts, verpasste aber mit den Rängen 34 in Lahti sowie 33 und 35 in Almaty erneut ihre nächsten Weltcuppunkte.
In der darauffolgenden Saison landete sie im Dezember 2016 im Continental Cup in Notodden als Achte und Zehnte erneut unter den besten Zehn. Bei der Winter-Universiade 2017 im kasachischen Almaty wurde sie Vierte im Einzelwettbewerb von der Normalschanze und Zehnte im Mixed-Teamwettbewerb. Zu einem Start im Weltcup kam sie in der Saison 2016/17 nicht, dafür nahm sie an den Nordischen Skiweltmeisterschaften 2017 in Lahti teil. Nachdem sie in der Qualifikation zum Einzel von der Normalschanze gescheitert war, wurde sie Elfte mit der finnischen Mixed-Mannschaft.
Im Sommer 2017 erreichte Forsström ihre nächsten Top-Ten-Ränge im Continental Cup: Platz sechs in Oberwiesenthal sowie Platz zehn und fünf in Trondheim. Im Januar und März 2018 hatte sie ihre nächsten Weltcupstarts, nachdem sie im Dezember dreimal in der Qualifikation scheiterte. Sie kam dabei aber nicht über Platz 35 in Ljubno hinaus.
Im Oktober 2018 wurde sie erstmals finnische Meisterin. Im Continental Cup konnte sie in der Saison 2018/19 jedoch nicht an ihre Ergebnisse der Vorjahre anknüpfen; bei vier Starts war ihre beste Platzierung Rang 17. Auch im Weltcup scheiterte sie immer in der Qualifikation. Nur in Ljubno wurde sie 45., nachdem die Qualifikation abgesagt worden war. Bei den Nordischen Skiweltmeisterschaften 2019 in Seefeld in Tirol belegte sie den 40. und damit letzten Platz im Einzel von der Normalschanze und den elften Platz mit der finnischen Mixed-Mannschaft. Im März 2019 ging sie der ersten Austragung der Raw Air für die Frauen an den Start. Bei drei Starts in Einzelwettbewerben kam sie nie über die Qualifikation hinaus. Die Raw-Air-Gesamtwertung beendete sie als 46.
Im September 2019 wurde Forsström in Kuopio erneut finnische Sommer-Meisterin und im November des Jahres gewann sie in Rovaniemi die nationale Meisterschaft auf Schnee. Im Continental Cup der Saison 2019/20 ging sie nur im Dezember in Notodden an den Start, wo sie die Plätze 13 und sieben belegte. Dafür gehörte sie in dieser Saison bei fast allen Stationen im Weltcup zum finnischen Aufgebot. Dabei überstand sie mehrfach die Qualifikation, scheiterte dann aber meist im ersten Durchgang. Ihr bestes Saisonergebnis erzielte sie direkt zum Weltcup-Auftaktspringen am 7. Dezember 2019 in Lillehammer: Sie wurde 28. und holte damit nach knapp sechs Jahren erstmals wieder Weltcuppunkte. Zudem nahm sie am 22. Februar 2020 in Ljubno zum ersten Mal an einem Teamspringen im Weltcup teil, bei dem die finnische Mannschaft den achten Rang belegte.
Im Oktober 2020 holte Forsström in Kuopio zum dritten Mal in Folge den Einzeltitel bei den nationalen Sommermeisterschaften. In der Saison 2020/21 war Forsström erneut bei fast allen Weltcup-Stationen im finnischen Aufgebot. Sie scheiterte dabei meist in der Qualifikation und kam so nur zu zwei Einzelstarts und einem Teamspringen, bei denen sie jeweils den zweiten Durchgang verpasste. Bei den Nordischen Skiweltmeisterschaften 2021 in Oberstdorf belegte sie in den Einzelwettbewerben die Plätze 34 von der Normalschanze und 37 von der Großschanze sowie Rang neun mit der finnischen Frauenmannschaft.
Im Sommer 2021 nahm sie im finnischen Kuopio sowohl im FIS Cup als auch im Continental Cup teil. Im FIS Cup erreichte als Vierte und Zehnte zweimal die Top Ten, im COC belegte sie die Ränge 17 und 13. Danach startete sie in Frenštát pod Radhoštěm im Grand Prix, verpasste aber die Qualifikation für den Wettbewerb. Ende des Jahres 2021 nahm sie im Rahmen des Weltcups letztmals an internationalen Wettkämpfen teil. Aber weder in Nischni Tagil im November noch im Dezember in Lillehammer kam sie über die Qualifikation hinaus. Zum Abschluss der Saison 2021/22 belegte sie den dritten Rang bei den finnischen Meisterschaften in Rovaniemi.
Im Juli 2022 gab Forsström ihr Karriereende bekannt.

## Erfolge

### Continental-Cup-Siege im Einzel
| Nr. | Datum        | Ort   | Typ           |
| --- | ------------ | ----- | ------------- |
| 1.  | 2. März 2014 | Falun | Normalschanze |

## Statistik

### Weltcup-Platzierungen
| Saison  | Platz | Punkte |
| ------- | ----- | ------ |
| 2013/14 | 47.   | 026    |
| 2019/20 | 47.   | 003    |

### Raw-Air-Platzierungen
| Saison | Platz | Punkte |
| ------ | ----- | ------ |
| 2019   | 46.   | 118,1  |

### Continental-Cup-Platzierungen
| Saison  | Sommer | Sommer | Winter | Winter | Gesamt | Gesamt |
| Saison  | Platz  | Punkte | Platz  | Punkte | Platz  | Punkte |
| ------- | ------ | ------ | ------ | ------ | ------ | ------ |
| 2013/14 | 14.    | 034    | 02.    | 257    | 02.    | 291    |
| 2014/15 | 20.    | 023    | 06.    | 113    | 10.    | 136    |
| 2015/16 | 48.    | 005    | 07.    | 065    | 21.    | 070    |
| 2016/17 | 47.    | 005    | 09.    | 058    | 20.    | 063    |
| 2017/18 | 09.    | 122    | 57.    | 005    | 13.    | 127    |
| 2018/19 | –      | –      | 49.    | 018    | 60.    | 018    |
| 2019/20 | –      | –      | 26.    | 056    | 54.    | 056    |
| 2021/22 | 38.    | 034    | –      | –      | 81.    | 034    |